# 吉田茂
吉田茂（日语：／ Yoshida Shigeru，1878年9月22日—1967年10月20日），日本政治人物。日本政治元老、原外務省官僚、大老牧野伸顯的女婿。1946年在二戰結束不久後出任內閣總理大臣（首相），為大日本帝國憲法下的最後一任首相，1948年再度拜相，後執政至1954年，期間主導了日本輕武裝、發展經濟的國策影響日本至今，領導日本度過同盟國軍事佔領日本時期，和駐日盟軍總司令麥克阿瑟元帥關係融洽。
1950年10月至1952年8月由於爆發韓戰的緣故，在日本國體放棄軍隊與戰爭的權利的情況下，確定駐日盟軍總司令部（GHQ）的支持後，吉田茂政府先后为18万的旧日本军国主义分子解除“整肃”，以公務員身份重返日本政界，以解決人才不足的問題。1954年12月，其執政共計7年的獨裁作風和「國防交給美軍」的國策遭到鳩山一郎等黨人派的夾殺，再加上緒方竹虎等閣員堅持總辭並拒絕解散國會，使其受到極大的壓力而下台，但其吉田學校的官僚派仍然影響著日本，後其得意門生池田勇人和佐藤榮作都於整個1960年代擔任日本首相，其奠基了日本戰後經濟奇蹟使日本成為今日的經濟大國。同時吉田所創造的極度親美與國內發展為重心的路線，至今仍影響著日本。

## 早年生平
吉田茂於明治十一年（1878年）出生於東京，生父竹內鋼是土佐藩（四國高知縣）士，追隨過板垣退助，曾因反對明治政府被捕入獄，吉田茂為家中五男。明治十四年（1881年），成為吉田健三的養子。
明治三十七年（1904年），就讀東京帝國大學法科大學。三十九年（1906年）7月，政治科畢業。同年9月，吉田茂於外交官考試合格，進入外務省被派往天津日租界内日本驻天津总领事馆任职。1922年3月至 1925年10月，曾任天津总领事。
與當時外交官主流以出使歐美國家為首要志願的履歷不同，吉田茂的外交官生涯絕大部分時間都是在中國，為日本爭取保障在滿州的特權利益，有時被認為比日軍還要強硬。
吉田茂在中國的歷練中，最高曾擔任奉天總領事等職，參與過田中義一舉辦的東方會議。因為在東方會議中支持森恪提出對中國強硬政策的路線，因此在1927年組成的田中義一內閣，吉田茂被提拔為外務次官。同時，吉田茂是滿蒙分離論的支持者。
1936年4月，吉田茂被任命為駐英國大使，原本吉田在廣田內閣組閣籌備時是內定為外務大臣或是內閣書記長官，但是因陸軍大臣人選寺內壽一的反對而未果。
而吉田茂在英國大使的任內，日本簽訂日德反共產國際協定以及後續的三國同盟條約，吉田對這些外交政策調整持反對態度，因此在1939年被調回國作為待命大使，基本上在外交圈遭到冷凍。
1941年底日本偷襲珍珠港前，吉田茂仍積極地和美國駐日大使約瑟夫·格魯與外務大臣東鄉茂德會面，試圖阻止日本與美國開戰的決策，未能成功。在太平洋戰爭正式爆發後，仍然作為主和派近衛文麿等人的親信與聯絡管道，試圖向同盟國尋找和談管道。因此吉田茂遭日本憲兵盯上，並以代號Johansen Group（ヨハンセングループ）稱呼這批和談人員。

## 从政经历
由於Johansen Group早在開戰後就被日本憲兵給緊盯，在二戰末日本敗象日濃之際，近衛文麿原定在1945年2月受昭和天皇召見之時提出終戰策略（近衛上奏文），在面見天皇前與吉田茂先討論相關事宜，但遭日本憲兵佈署在近衛邸內的內線人員先行竊聽得知內情，憲兵因此將吉田茂逮捕，當時鈴木內閣的陸軍大臣阿南惟幾在獲知吉田被憲兵隊拘捕後，打電話給陸軍省軍事課長荒尾興功大佐，並命令他“立即釋放”。然而憲兵隊並沒有立即釋放吉田，而是嚴厲審問吉田與近衛間的關係，吉田被送交東部軍的軍法會議。最後，阿南惟幾以陸軍大臣身分克服當時陸軍內部蓄意打擊企圖終戰的活動，以顯示不退讓本土決戰意志的抗戰派軍人勢力，終於使吉田在囚禁40天後以輕微罪名被釋放。因為這個經歷，吉田茂在日本戰敗後因禍得福，被盟軍視為「反軍部」的象徵，並得到信任。
戰後日本投降，1945年9月即擔任東久邇內閣的外務大臣，1945年11月幣原內閣成立時，由於其親美色彩而得以續任外務大臣一職。至1946年，鳩山一郎的自由黨在國會攻城掠地，行將組閣之際，鳩山本人被駐日盟軍總司令（GHQ）公職追放，吉田被鳩山暫委政權。當時吉田提出三個條件：
1. 我沒有錢，也不會替黨找錢。
2. 閣僚的事，請你不要干涉。
3. 如果我沒興趣，我隨時可以不幹。

鳩山答應後，他就準備成為自由黨的領導人，組織第一次吉田內閣。後來，自由黨與進步黨聯合組閣。同時，他是最後一位被天皇以“大命降下”形式任命的内阁总理大臣。其後，在駐日盟軍總司令部（GHQ）的主導下，制定日本國憲法，他這一屆內閣在天皇的頒布詔書中副署。
新憲法頒布後的國會選舉，自由黨被社會黨及民主黨兩黨夾殺，變成第二大黨，由社會黨聯同民主及國民三黨組閣。他拒絕加入這不穩定的政權。
結果，社會黨的片山哲內閣，民主黨的蘆田均內閣因昭和電工事件的贿赂丑闻曝光相繼倒台。他整合幣原派及自由黨組成民主自由黨。在GHQ某些人策動山崎猛叛變不果後，第二次吉田內閣成立。
在國會改選大勝以後，成立第三次吉田內閣，並吸引了民主黨的分裂勢力，變回自由黨的單獨政權。在任期間，代表日本簽署美國主導下的《舊金山和約》，使日本恢復主權國家地位。他在非主流派未成氣候前解散國會，成立第四次吉田內閣。
鳩山一郎復出以後，吉田仍然拒絕交出政權，鳩山等開始與吉田對抗，例如吉田的門生，通产大臣池田勇人在國會會議中說出一席關於中小企破產的說話後，被國會不信任而辭職。吉田茂本人更在1953年於國會召開預算委員會時，被右派社會黨議員西村榮一強力抨擊並要求日本國的外交政策不要完全聽命美英兩國，要有獨立自主的意見。而後兩人發生激烈的口角爭執，最後吉田於情緒激動之下脫口大罵「馬鹿野郎」（“混蛋”之意）一詞，把大家都嚇壞了。結果吉田內閣因為此事被國會通過內閣不信任動議案，因而被迫解散國會，當時日本新聞界稱此次國會解散議案為「馬鹿野郎」解散。在此次選舉中，自由黨失去了過半的地位，與改進黨組成第五次吉田內閣。
1954年12月，由於造船疑狱带来的负面影响以及離黨後的鳩山吸收改進黨組成民主黨，吉田認知到大勢已去被迫總辭。翌年社會黨的左右派合併，吉田和鳩山為了避免立場偏左的社會黨上台而促成了兩者合作，將自由黨和民主黨合併為當今的自由民主黨。
1963年2月23日，吉田茂訪臺，謀求打開中華民國與日本因周鴻慶事件的外交僵局（與總統蔣中正五度會談，為臺日邦交好轉奠定基礎，2月27日離臺；3月4日，總統府秘書長張群將會談記錄和總結之「中共對策要綱案」函寄吉田茂；4月4日，吉田茂函覆張群，表示對要綱毫無異議。）:698-699。吉田茂會見蔣，長談並面呈池田勇人首相親筆函。吉田與蔣多次會談，檢討亞洲反共局勢，認為欲謀求東亞和平與安定，必須增加瞭解真誠合作:106。蔣以吉田茂為日本元老，乃促其負責共同挽救此一危機:106。共同發表《吉田書簡》支援國府，始緩解雙方關係。
吉田辭職後，雖然無公職在身，但也盡力為兩位得意門生池田勇人以及佐藤榮作奔走。池田勇人當上首相後患癌，他勸池田讓位給佐藤。吉田在佐藤榮作在位首相時病逝，獲得戰後首次國葬。
另外，他長期兼任外務大臣一職，與駐日盟軍總司令麥克阿瑟元帥友好，並獲麥帥的信任。

## 著作
- 吉田茂 《十年回忆》共4卷，中文版1965世界知识出版社
- 吉田茂《激荡的百年史》1967，中文版1980世界知识出版社

## 荣誉

### 位階
- 1907年（明治40年）2月1日 - 從七位[5]
- 1930年（昭和5年）12月27日 - 正四位[6]
- 1967年（昭和42年）10月20日 - 從一位（追授）

### 勳章
- 1931年（昭和6年）
  - 1月21日 - 勲二等瑞寶章[7]
  - 10月31日 - 勲二等旭日重光章
- 1964年（昭和39年）4月29日 - 大勳位菊花大綬章
- 1967年（昭和42年）10月20日 - 大勳位菊花章頸飾（追授）[9]

## 家庭成员
- 生父：竹内綱（日语：竹内綱），生母：竹内瀧子。
  - 兄长：竹内明太郎
- 養父：吉田健三（日语：吉田健三），養母：吉田士子
  - 妻：雪子（1941年去世）
    - 長子：吉田健一
    - 長女：吉田櫻子
    - 次子：吉田正男
    - 次女：吉田江子（夭折）
    - 三女：麻生和子（日语：麻生和子），丈夫麻生太賀吉（日语：麻生太賀吉）
      - 长子：麻生太郎，日本前首相
      - 次子：麻生次郎
      - 三男：麻生泰（日语：麻生泰）
      - 长女：雪子
      - 次女：旦子
      - 三女：寬仁親王妃信子，明仁天皇堂弟寬仁親王的妻子

  - 后妻：喜代

### 引用
1. ↑  自此后均为日本国首相。
2. ↑  呂芳上總策畫，朱文原、周美華、葉惠芬、高素蘭、陳曼華、歐素瑛編輯撰稿. . 台北: 國史館. 2012. ISBN 978-986-03-3586-6.
3. ↑  .   [2016-02-23]. （原始内容存档于2016-03-03）.
4. 1 2  陳雷等編著. . 台北: 傳記文學出版社. 1978-06-01.
5. ↑  『官報』第7076号「叙任及辞令」1907年2月2日。
6. ↑  『官報』第1212号「叙任及辞令」1931年1月16日。
7. ↑  『官報』第1218号「叙任及辞令」1931年1月23日。
8. ↑  川村皓章『勲章ものがたり 栄典への道』、p. 220
9. ↑  翌1968年（昭和43年）9月に吉田邸が盗難に遭った際に失われ、発見されないまま1975年（昭和50年）9月に時効を迎えた[8]。

## 外部連結
- 歴代総理の写真と経歴 吉田茂（页面存档备份，存于）
- ニュース映画で綴る吉田の時代（昭和20〜29年） （页面存档备份，存于）
- 宿毛人物史 ―吉田茂―
- 東大OBの偉人伝 （页面存档备份，存于）
- 吉田 茂　／ クリック 20世紀 （页面存档备份，存于）
- 外務省: 特別展示　吉田茂展　没後40年 （页面存档备份，存于）
- 国立国会図書館 憲政資料室 吉田茂関係文書（小坂順造・善太郎旧蔵）（MF：個人蔵）
- 国立国会図書館 憲政資料室 日本国憲法制定に関する談話録音

| 官衔                     | 官衔                                                                   | 官衔                    |
| ------------------------ | ---------------------------------------------------------------------- | ----------------------- |
| 前任： 幣原喜重郎 蘆田均 | 日本內閣總理大臣 第45任：1946年－1947年 第48－51任：1948年－1954年     | 繼任： 片山哲 鳩山一郎  |
| 前任： 重光葵 蘆田均     | 日本外務大臣 第73、74、75任：1945年－1947年 第78、79任：1948年－1952年 | 繼任： 片山哲 岡崎勝男  |
| 前任： 和田博雄          | 日本農林大臣 第5任：1947年（兼任）                                     | 繼任： 木村小左衛門     |
| 前任： 幣原喜重郎        | 第一復員大臣 第2任：1946年（兼任）                                     | 繼任： 改組為復員廳     |
| 前任： 幣原喜重郎        | 第二復員大臣 第2任：1946年（兼任）                                     | 繼任： 改組為復員廳     |
| 政党职务                 |                                                                        |                         |
| 前任： 創黨              | 自由黨總裁 第1任：1950年－1954年                                       | 繼任： 緒方竹虎         |
| 前任： 創黨              | 民主自由黨總裁 第1任：1948年－1950年                                   | 繼任： 與自由黨合併     |
| 前任： 鳩山一郎          | 日本自由黨總裁 第2任：1946年－1948年                                   | 繼任： 與民主自由黨合併 |
| 前任： 三木武吉          | 日本自由黨總務會長 第2任：1946年                                       | 繼任： 星島二郎         |
| 學術機關職務             |                                                                        |                         |
| 前任： 金子堅太郎        | 二松學舍舍長 第5任：1963年－1967年                                     | 繼任： 那智佐伝         |
| 前任： 新設              | 皇學館大學總長 第1任：1962年－1967年                                   | 繼任： 岸信介           |

1. ↑  自1947年5月3日起，大日本帝国依照新的宪法更名为日本国，天皇正式将行政权移交给首相，吉田茂因此为大日本帝国的末任及日本国的首任内阁总理大臣。